# Esbokonventionen
Esbokonventionen, officiellt  
Konvention om miljökonsekvensbeskrivningar i ett gränsöverskridande sammanhang, 
är en konvention som reglerar hur man ska ta hänsyn till effekter i andra länder när man gör miljökonsekvensbeskrivningar. Den antogs i Esbo i Finland år 1991.
År 2001 öppnades konventionen för länder utanför ECE.